# Thomas Morley
Thomas Morley (* 1557 oder 1558 vermutlich in Norwich; † Oktober 1602 in London) war ein englischer Komponist, Musikwissenschaftler und Organist der Renaissance.
Im Jahr 1588 erlangte Morley, der ein Schüler William Byrds war, den Grad eines Bachelor of Music in Oxford. Vom Organisten an der St Paul’s Cathedral in London stieg er auf zum Gentleman der Chapel Royal. Dieses Amt übte er von 1592 bis zu seinem Tode aus.
Neben dem heiteren und ansprechenden Charakter seiner Stücke hatte besonders sein Eintreten für die in England schnell an Bedeutung gewinnende italienische Musik maßgeblichen Anteil an seinem Erfolg. Die große Verbreitung von Morleys Werken im Druck spiegelt seine heutige Bedeutung wider, so sind zum Beispiel die Stücke April is in my mistress’ face aus dem Jahr 1594 und Now is the month of maying aus dem Jahr 1595 noch heute zwei der bekanntesten englischen Madrigale. Seit 1961 trägt Mount Morley auf der Alexander-I.-Insel in der Antarktis seinen Namen.

## Werke (Auswahl)

### Weltliche Werke

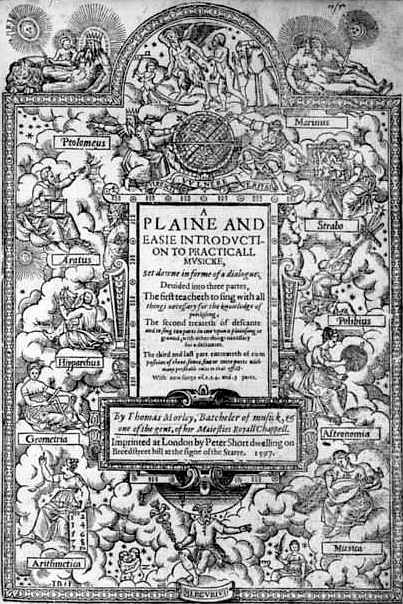
A Plaine and Easie Introduction to Practicall Musicke

Alle erhaltenen Werke wurden in London gedruckt.
- Canzonets oder Little Short Songs to Three Voyces (1593)
- Madrigalls to Foure Voyces (1593)
- The First Booke of Balletts to Five Voyces (1595)
- The First Canzonets to Two Voyces (1595)
- Canzonets oder Little Short Songs to Two Voyces (1597)

### Geistliche Werke
- The Whole Booke of Psalmes, With Their Woonted Tunes (ca. 1599)
- Drei Services und ein Anthem für John Barnards The First Book of Selected Church-Musick (erschienen 1641)

Des Weiteren sind weitere Hymnen (Anthems), zwölf Motetten, sowie Stücke für das Virginal handschriftlich überliefert.

### Theoretische Werke
- A Plaine and Easie Introduction to Practicall Musicke, Set Downe in Forme of a Dialogue (1597) Digitalisate